# كاليتري
 كاليتري، (بالإنجليزية: Calitri)‏، (الإيطالية:Aletrium)، هي مدينة و(بلدية) في مقاطعة أفيلينو، كامبانيا، إيطاليا.

## السكان
في سنة 1861 بلغ عدد السكان 6٬248 نسمة، وتطور العدد ليصل في سنة 2011 لـ 4٬921 نسمة.
يظهر هذا المخطط البياني تطور النمو السكاني لـ كاليتري